# Formula 1 Shellsport 1978
La stagione 1978 della Formula 1 Shellsport fu la prima stagione del Campionato britannico di Formula 1 (ufficialmente Shellsport Formula 1 Series) e vide la vittoria del pilota inglese Tony Trimmer al volante di una McLaren-Ford Cosworth. La serie fu di fatto erede del campionato di Formula Shellsport che si disputò in Regno Unito nei due anni precedenti.

## La pre-stagione

### Calendario
| Gara | Nome                           | Circuito                 | Giri | Lunghezza           | Data         |
| ---- | ------------------------------ | ------------------------ | ---- | ------------------- | ------------ |
| 1    | International Gold Cup         | Circuito di Oulton Park  | 65   | 65×2,661=172,894 km | 24 marzo     |
| 2    | Evening News Trophy            | Circuito di Brands Hatch | 40   | 40×4,206=168,247 km | 27 marzo     |
| 3    | Anglia TV Trophy               | Circuito di Snetterton   | 55   | 55×3,084=169,645 km | 16 aprile    |
| 4    | Sun Trophy                     | Circuito di Mallory Park | 75   | 75×2,172=162,911 km | 1º maggio    |
| 5    | International Whitsuntide Race | Circuito di Zandvoort    | 38   | 38×4,225=160,559 km | 15 maggio    |
| 6    | Donington Formula 1 Trophy     | Donington Park           | 55   | 55×3,149=173,185 km | 21 maggio    |
| 7    | Radio 210 European Trophy      | Circuito di Thruxton     | 50   | 50×3,791=189,540 km | 29 maggio    |
| 8    | Oulton Park Formula 1 Trophy   | Circuito di Oulton Park  | 65   | 65×2,661=172,984 km | 24 giugno    |
| 9    | Dave Lee Travis Trophy         | Circuito di Mallory Park | 75   | 75×2,172=172,984 km | 30 luglio    |
| 10   | Fuji Tapes Trophy              | Circuito di Brands Hatch | 40   | 40×4,206=168,237 km | 28 agosto    |
| 11   | Radio Victory Trophy           | Circuito di Thruxton     | 45   | 45×3,791=170,586 km | 10 settembre |
| 12   | Budweiser Trophy               | Circuito di Snetterton   | 50   | 50×3,084=154,223 km | 24 settembre |

## Riassunto della stagione
Autore di un inizio di stagione quasi perfetto (79 punti nelle prime quattro gare su un massimo teorico di 88), saprà poi amministrare il vantaggio nella seconda parte della stagione. Il campionato si disputò su 12 Gran Premi, uno solo al di fuori del Regno Unito, a Zandvoort.
Vengono utilizzate vetture di Formula 1 delle stagioni precedenti, come la McLaren M23, portata al successo da Trimmer, o la Wolf FW05 e le March 761 e 762: tutte equipaggiate col Cosworth DFV 3.0. Le vetture di Formula 2 usate invece sono equipaggiate con motori 2000.
Sono due le donne arrivate a conquistare punti (Desire Wilson e Divina Galica). Ottiene qualche punto anche la futura stella della Formula 1 Elio De Angelis.

## Risultati e classifiche

### Risultati
| Gara | Circuito       | Pole Position     | GPV               | Vincitore         | Vettura               |
| ---- | -------------- | ----------------- | ----------------- | ----------------- | --------------------- |
| 1    | Oulton Park    | Tony Trimmer      | Tony Trimmer      | Tony Trimmer      | McLaren-Ford Cosworth |
| 2    | Brands Hatch   | Guy Edwards       | Geoff Lees        | Tony Trimmer      | McLaren-Ford Cosworth |
| 3    | Snetterton     | Tony Trimmer      | Tony Trimmer      | Tony Trimmer      | McLaren-Ford Cosworth |
| 4    | Mallory Park   | Tony Trimmer      | Emilio de Villota | Geoff Lees        | Ensign-Ford Cosworth  |
| 5    | Zandvoort      | Brett Lunger      | Brett Lunger      | Bob Evans         | Surtees-Ford Cosworth |
| 6    | Donington Park | Giancarlo Martini | Giancarlo Martini | Giancarlo Martini | Ensign-Ford Cosworth  |
| 7    | Thruxton       | Guy Edwards       | Geoff Lees        | Tony Trimmer      | McLaren-Ford Cosworth |
| 8    | Oulton Park    | Emilio de Villota | Teddy Pilette     | Guy Edwards       | March-Ford Cosworth   |
| 9    | Mallory Park   | Tony Trimmer      | Emilio de Villota | Bruce Allison     | March-Ford Cosworth   |
| 10   | Brands Hatch   | Stephen South     | Stephen South     | Tony Trimmer      | McLaren-Ford Cosworth |
| 11   | Thruxton       | Emilio de Villota | Geoff Lees        | Guy Edwards       | March-Ford Cosworth   |
| 12   | Snetterton     | Emilio de Villota | Dave Kennedy      | Dave Kennedy      | Wolf-Ford Cosworth    |

### Classifica Piloti
Il sistema di punteggio viene mutuato dalla Formula Shellsport disputata fino all'anno precedente. Al vincitore vanno 20 punti, 15 al secondo, 12 al terzo, 10 al quarto, 8 al quinto, 6 al sesto, 4 al settimo, 3 all'ottavo, 2 al nono e 1 al decimo. Vengono assegnati due punti all'autore del giro più veloce in gara. Il pilota per ottenere punti deve giungere all'arrivo. Non vi sono scarti.
| Sistema di punteggio | Sistema di punteggio | Sistema di punteggio | Sistema di punteggio | Sistema di punteggio | Sistema di punteggio | Sistema di punteggio | Sistema di punteggio | Sistema di punteggio | Sistema di punteggio | Sistema di punteggio | Sistema di punteggio |
| Posizione            | 1º                   | 2º                   | 3º                   | 4º                   | 5º                   | 6º                   | 7º                   | 8º                   | 9º                   | 10º                  | GPV                  |
| -------------------- | -------------------- | -------------------- | -------------------- | -------------------- | -------------------- | -------------------- | -------------------- | -------------------- | -------------------- | -------------------- | -------------------- |
| Punti                | 20                   | 15                   | 12                   | 10                   | 8                    | 6                    | 4                    | 3                    | 2                    | 1                    | 2                    |

| Pos | Pilota            | INT | EVE | ANG | SUN | WHI | DON | 210 | OUL | LEE | FUJ | VIC | BUD | Punti |
| --- | ----------------- | --- | --- | --- | --- | --- | --- | --- | --- | --- | --- | --- | --- | ----- |
| 1   | Tony Trimmer      | 1   | 1   | 1   | 2   |     |     | 1   |     | 2   | 1   |     | 2   | 149   |
| 2   | Bob Evans         |     |     |     |     | 1   | 3   | 2   | 5   | 7   | 2   | 2   | 7   | 93    |
| 3   | Emilio de Villota | 2   | 3   | 2   | 4   | Rit | 5   | 7   | Rit | 4   | Rit | 8   | 8   | 84    |
| 4   | Guy Edwards       | Rit | 4   | Rit | 10  | Rit | 2   | Rit | 1   | 3   | NP  | 1   | Rit | 78    |
| 5   | Geoff Lees        | Rit | 2   | 3   | 1   |     |     | Rit |     |     | 5   | 5   |     | 69    |
| 6   | Bruce Allison     |     | NP  |     | 6   | Rit | Rit | 4   | 2   | 1   | Rit | 12  | 3   | 63    |
| 7   | Valentino Musetti | NC  | NC  | Rit | 3   | 7   | 4   | 5   | 3   | Rit | 6   | 4   | NP  | 62    |
| 8   | John Cooper       | 3   | 8   | Rit | 8   | 8   | 7   | 8   | 7   | 9   |     | 10  | 4   | 44    |
| 9   | Mike Wilds        | Rit | 6   | Rit | 7   | 6   | NP  | 6   | 6   | 8   | 7   | 13  | 5   | 43    |
| 10  | Desiré Wilson     |     |     |     |     |     |     |     | Rit | 6   | 4   | 3   | 6   | 34    |
| 11  | Giancarlo Martini |     |     |     |     | 4   | 1   |     |     |     |     |     |     | 32    |
| 12  | Dave Kennedy      |     |     |     |     |     |     |     |     |     |     |     | 1   | 22    |
| 13  | Teddy Pilette     | Rit | 5   | Rit | Rit |     |     | Rit | 4   | Rit | Rit | Rit | Rit | 20    |
| 14  | Divina Galica     |     |     |     |     | 2   |     |     |     |     |     | 7   |     | 19    |
| 15  | Kim Mather        | 4   | Rit | NC  | 5   | NC  | Rit | NP  | NC  | Rit |     |     | Ret | 18    |
| 16  | Boy Hayje         |     |     |     |     | 3   |     |     |     |     |     |     |     | 12    |
| =   | Ray Mallock       |     |     |     |     |     |     | 3   |     | 12  |     |     |     | 12    |
| =   | Elio De Angelis   |     |     |     |     |     |     |     |     |     | 3   |     |     | 12    |
| 19  | Iain McLaren      | 5   |     |     | 9   |     |     |     |     | 10  |     |     |     | 11    |
| =   | Adrian Russell    | NQ  | 10  | NC  | 13  | 9   | 8   | 9   | 8   | NC  | Rit | Rit |     | 11    |
| 21  | Brett Lunger      |     |     |     |     | 5   |     |     |     |     |     |     |     | 10    |
| 22  | Brett Riley       |     |     |     |     |     |     |     |     | 5   | Rit |     |     | 8     |
| 23  | Don Breidenbach   |     |     |     |     |     |     |     |     |     | 10  | 6   |     | 7     |
| 24  | Geoff Brabham     |     |     |     |     |     | 6   |     |     |     |     |     |     | 6     |
| 25  | Walter Raus       |     | 7   |     |     |     |     |     |     |     |     |     |     | 4     |
| =   | Stephen South     |     |     |     |     |     |     |     |     |     | Rit | 9   |     | 4     |
| 27  | John David Briggs |     |     |     |     |     |     |     |     |     | 8   | 17  |     | 3     |
| 28  | Warren Booth      | NC  |     |     |     |     | 9   |     | Rit |     |     |     |     | 2     |
| =   | Carlo Giorgio     |     | 9   |     |     | Rit |     |     |     |     |     |     |     | 2     |
| =   | Richard Jones     |     |     |     |     |     |     |     |     |     | 9   | 11  | Rit | 2     |
| —   | Andy Barton       |     |     |     | 12  |     |     |     |     | 11  |     |     |     | 0     |
| —   | Gerd Biechteler   |     |     |     | 11  |     | NP  |     |     | 13  |     |     |     | 0     |
| —   | Alan Baillie      | NQ  |     |     | 14  |     | NC  | NC  |     |     |     | 15  | NP  | 0     |
| —   | Norman Dickson    |     |     | NP  |     | Rit |     |     |     |     | NP  | 14  |     | 0     |
| —   | Dennis Leech      |     |     |     |     |     |     |     |     |     |     | 16  |     | 0     |
| —   | Alo Lawler        | Rit | Rit | NP  |     |     | Rit |     | Rit |     |     | Rit |     | 0     |
| —   | Kevin Bowditch    |     |     |     |     |     | NQ  | NP  |     |     |     |     |     | 0     |
| —   | Nigel Clarkson    | NQ  | NQ  |     |     |     |     |     |     |     |     |     | NQ  | 0     |
| —   | Jörg Zaborowski   |     |     | NQ  |     |     |     |     |     |     |     |     |     | 0     |
| —   | Eugen Grupp       |     |     |     |     |     |     |     |     | NQ  |     |     |     | 0     |
| Pos | Pilota            | INT | EVE | ANG | SUN | WHI | DON | 210 | OUL | LEE | FUJ | VIC | BUD | Punti |

| Colore  | Risultato             |
| ------- | --------------------- |
| Oro     | Vincitore             |
| Argento | 2º posto              |
| Bronzo  | 3º posto              |
| Verde   | Finito a punti        |
| Blu     | Finito senza punti    |
| Viola   | Ritirato (Rit)        |
| Viola   | Non classificato (NC) |
| Rosso   | Non qualificato (NQ)  |
| Nero    | Squalificato (SQ)     |
| Bianco  | Non partito (NP)      |
| Bianco  | Non ha gareggiato     |
| Bianco  | Infortunato (INF)     |
| Bianco  | Escluso (ES)          |
| Bianco  | Gara cancellata (C)   |